# 崔立如
崔立如（1952年12月—），中国国际关系学者、外交官，中美关系专家，生于辽宁省沈阳市。
崔立如1976年毕业于复旦大学外文系英语专业。他在中国现代国际关系研究所工作多年：1980年至1984年任北美研究室助理研究员、1985年至1990年任北美研究室副主任、副研究员、1990年至1991年担任国际交流处处长。1992年至1994年，他在美国纽约担任中国常驻联合国代表团一等秘书、参赞。1994年，他返回中国现代国际关系研究所，担任北美研究室主任、研究员至1995年。1996年至2004年，崔立如担任了国家信息中心国际信息研究所所长、研究员。2005年至2013年，他担任了中国现代国际关系研究院院长、研究员、博士生导师。
崔立如的学术和社会兼职包括国际关系学院客座教授、中国人民解放军国防大学兼职教授、武汉大学兼职教授、外交部外交政策咨询委员会委员、中国政策科学研究会国家安全政策委员会高级顾问等。